# Gunnar Rudberg
Gunnar Rudberg (Björsäters församling, 17 ottobre 1880 – Uppsala, 6 agosto 1954) è stato un filologo classico svedese.

## Biografia
Dopo aver conseguito il dottorato nel 1908, Rudberg fu il primo professore di lingua e letteratura greca a Uppsala, dal 1919 professore di filologia classica a Oslo e dal 1933 fino al suo pensionamento, nel 1945, di nuovo professore di lingua e letteratura greca a Uppsala.
Rudberg condusse studi su Platone e il platonismo, su Historia animalium di Aristotele e sullo stoicismo di Posidonio. Nel 1917 scrisse un articolo sulla rivista svedese  Eranos su Atlantis och Syracusae (Atlantide e Siracusa), sostenendo che il racconto di Platone sulla geografia, sulla politica e sullo stato sociale di Atlantide si riferisse a stati dell'antica Sicilia e alla città-stato siciliana di Siracusa in particolare.
Gunnar Rudberg fu membro dell'Accademia reale svedese delle scienze.

## Opere
- Zum sogenannten zehnten Buche der aristotelischen Tiergeschichte (1911)
- Neutestamentlicher Text und nomina sacra (1915)
- Poseidonios från Apameia (1916)
- Atlantis och Syrakusai (1917), in inglese: Atlantis and Syracuse - Did Plato's experiences on Sicily inspire the legend? (2012) ISBN 978-3-8482-2822-5
- Forschungen zu Poseidonios (1918)
- Kristus och Platon (1920)
- Platon, hans person och verk (1922)
- Poseidonios, en Hellenismens Lærer og Profet (1924)
- Kring Platons Phaidros (1924)
- Hellas och Nya Testamentet (1929)
- Platonica selecta (Nachwort von Folke Rudberg) (1956, in lingua inglese)